# Rivne
Rivne (ukrainska: Рівне lyssna (fil); ryska: Ровно, Rovno; polska: Równe) är en stad i västra Ukraina. Staden är huvudort i Rivne oblast och ligger i det historiska området Volynien. Rivne beräknades ha 243 873 invånare i januari 2022.
I närheten av staden ligger Rivnes kärnkraftverk. Under april–maj 1919 var Rivne Ukrainska folkrepublikens huvudstad.

## Andra världskriget
Rivne är känt för den massaker som förövades i början av november 1941. Nazistiska Einsatzgruppen, polisstyrkor och inhemska kollaboratörer arkebuserade omkring 17 000 judar i Sosenki-skogen.

## Kända personer från Rivne
- Jaroslav Evdokimov, sångare
- Natalya Pasichnyk, konsertpianist
- Anna Walentynowicz, fackföreningskvinna
- Jurij Lutsenko, politiker